# Wasserfall

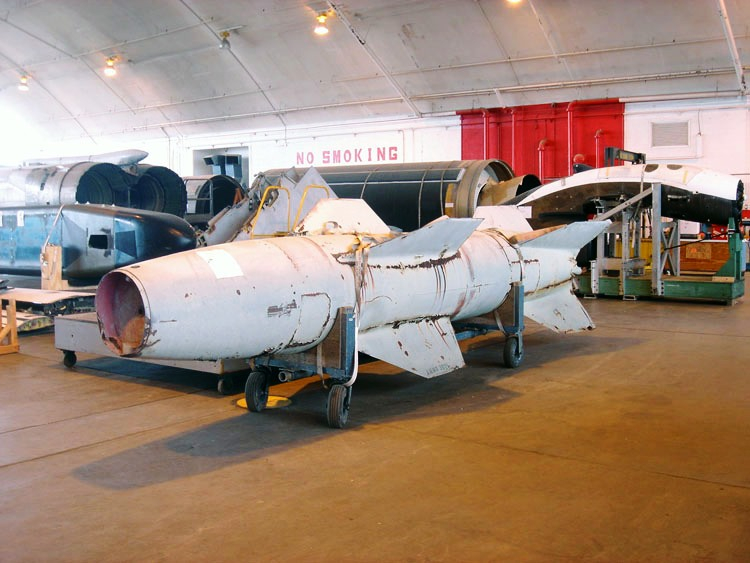
"Wasserfall" trưng bày tại Bảo tàng quốc gia Không quân Hoa Kỳ

Wasserfall Ferngelenkte Flakrakete là một loại tên lửa đất đối không điều khiển trong Chiến tranh thế giới II, được phát triển tại Peenemünde, Đức. Mặc dù được phát triển đáng kể, nhưng nó lại không bao giờ được đưa vào chiến đấu.